# Burui jezik
Burui jezik (ISO 639-3: bry), papuanski jezik sepičke porodice kojim govori oko 260 ljudi (2000) u papuanovogvinejskoj provinciji East Sepik s glavnim središtem u selu Burui.
Većina govornika tečno govori i gaikundi [gbf] koji zajedno s njim pripada podskupini ndu.

## Vanjske poveznice
- Ethnologue (14th)
- Ethnologue (15th)